# Bert Boekschoten
Gijsbert Jan (Bert) Boekschoten (Hilversum, 5 september 1933) is een Nederlands paleontoloog. Boekschoten was de laatste Nederlandse hoogleraar paleontologie aan de VU en de RUG.

## Loopbaan
Boekschoten raakte al op jonge leeftijd geïnteresseerd in geologie, mede onder invloed van zijn oom, de bekende Nederlandse geoloog Antonie Johannes Pannekoek, auteur van het boek Algemene Geologie.
Later studeerde hij in Utrecht (1952-1959) en promoveerde hij daar in 1969 bij C.W. Drooger op een proefschrift over Mioceen-foraminiferen van Noord-Duitsland. In 1959 kreeg hij een aanstelling bij de Rijksuniversiteit Groningen, vanaf 1978 als hoogleraar paleontologie. Na de sluiting van het Groningse Geologisch Instituut zette hij in 1985 zijn hoogleraarschap voort aan de Vrije Universiteit Amsterdam (VU), maar hij bleef gastdocent bij de Groningse subfaculteit Biologie.
In 1998 ging hij met pensioen en is sindsdien gastdocent aan de VU.

## Betekenis
Boekschoten richtte zich in zijn studies naar evolutie op uiteenlopende diersoorten, van eencellige foraminiferen tot gewervelde dieren, inclusief mensen. Aanvankelijk verrichtte hij veel onderzoek naar weekdieren uit Nederland en Europa. Hij was vervolgens een van de eersten die studie maakten van de evolutie van zoogdiersoorten op eilanden. In het bijzonder keek hij naar het ontstaan van  heel grote of juist kleine soorten binnen bepaalde taxa op eilanden in de Middellandse Zee, bijvoorbeeld Kreta en Cyprus. Een dergelijke evolutionaire ontwikkeling is onder meer vastgesteld voor dwergolifanten en  reuzenratten en -muizen. In 1973 werkte Boekschoten mee aan een heruitgave van het Keienboek, een standaardgids voor zwerfstenen in Nederland.
Boekschoten nam deel aan verschillende expedities naar Indonesië en expedities van het natuurhistorisch museum in Leiden op de Atlantische Oceaan. In 1988 publiceerde hij samen met twee collega's de ontdekking, in de buurt van Grythyttan in Zweden, van stromatolietstructuren die de oudste sporen vormen van leven gevonden in Europa. Later onderzocht hij de fylogenie van vissen in het Mesozoïcum en de evolutie van koraal. Ook nam hij deel aan verschillende onderzoeksprojecten naar de evolutie van mensen.
Tijdens een bezoek aan Selvagem Grande in 2009 in het kader van zijn studie aan de evolutie van vogels vond Boekschoten samen met onderzoekster Hanneke Meijer een vijftien miljoen jaar oud fossiel ei. Dergelijke vondsten zijn zeer zeldzaam.
Boekschoten publiceerde tevens over de geschiedenis van zijn vakgebied.
In 2006 ontving hij de Van Waterschoot van der Gracht Penning van het Koninklijk Nederlands Geologisch Mijnbouwkundig Genootschap (KNGMG). Boekschoten schreef circa 50 artikelen en begeleidde 22 proefschriften.

## Popularisering
Boekschoten heeft bijgedragen aan de popularisering van de paleontologie. Voor de VPRO nam hij bijvoorbeeld deel aan het Beagleproject. Ook was hij adviseur van verscheidene dierentuinen, waaronder het Dierenpark Emmen. Hij schreef talloze populaire bijdragen en hield vele lezingen voor niet-vakgenoten. Daarnaast treedt hij regelmatig op als reisleider bij reizen die de geologie tot onderwerp hebben.

## Selectie publicaties
1. 1954. De Midden-Oligocene mollusken van Winterswijk, Amoeba 30 (12): 175--181.
2. 1966. Shell borings of sessile epibiontic organisms as palaeoecological guides (with examples from the Dutch Coast), Paleogeogr. Paleoclim. Paleoec. 2: 333-379.
3. 1966. The Pleistocene of the Katharo Basin (Crete) and its Hippopotamus. (met P.Y. Sondaar), Bijdr. Dierk. 36: 17-44.
4. 1972. On the fossil Mammalia of Cyprus (met P.Y. Sondaar).
5. 1973. Het keienboek. W.J. Thieme, Zutphen. (bewerking van originele tekst P.J. van der Lijn).
6. 1987. Conservation of geological sites. In: W.D. Visser, J.I.S. Sonneveld & A.J. van Loon (eds), Seventy-five years of Geology and Mining in the Netherlands. KNGMG, Den Haag: 81-84.
7. 1988. Note on a mid-Proterozoic stromatolite limestone, south of Grythyttan, Bergslagen, Sweden,  Geol. Mijnbouw 67: 467-469 (met A.C. Van der Raad, J.A.M. Kenter & J.J.G. Reymer).
8. 1989. Terugzien op Snellius II, Grondboor en Hamer 42: 39-42.
9. 1995. Evolution of Indonesian Coral Reefs. In: T. Tomascik (ed), Evolution of Indonesian Seas, Pt. 1, vol. 7. Periplus Editors, Singapore: 199-206 (met M. Borel Best).
10. 2001. Spiegel der Wetenschap. 200 jaar KNG te Groningen 1801-2001. Profiel, Bedum (met A. Blaauw, U. Kooystra, D. Leijenaar, F. Smit, H.van der Windt, M. van Wijhe, K. Wiese).
11. 2003. Hoe de mens de aarde veroverde, Cahiers Bio-Wetenschappen en Maatschappij "Systeem Aarde": 53-60.